# نكلا
قرية نكلا هي إحدى القرى التابعة لمركز منشأة القناطر في محافظة الجيزة في جمهورية مصر العربية. حسب إحصاءات سنة 2006، بلغ إجمالي السكان في نكلا 18,173 نسمة، 9,636 ذكر و8,537 أنثى.

## تاريخ التسمية
تعد نكلا من القرى القديمة، فقد وردت في قوانين ابن مماتي، وفي تحفة الإرشاد أن نكلا من أعمال الجيزة، وفي تاج العروس باسم «نكلى» وأنها من قرى الجيزية، وفي تاريخ سنة 1228 هـ وردت باسم «نكله».